# Martin Eberle (Kunsthistoriker)
Martin Eberle (* 1968 in Schrobenhausen) ist ein deutscher Kunsthistoriker und Museumsleiter. Nach seinem Studium der Kunstgeschichte und Geschichte führte ihn seine berufliche Laufbahn über Stationen am Grassimuseum in Leipzig und als Leiter des Städtischen Museums Braunschweig schließlich zur Position des Direktors der Museumslandschaft Hessen Kassel (unter ihm in „Hessen Kassel Heritage“ umbenannt), die er von 2018 bis Anfang 2025 innehatte. Am 13. Februar 2025 wurde er freigestellt. Zum 1. September 2025 soll er als Burghauptmann der Wartburg die Direktion der Wartburg-Stiftung übernehmen.

## Ausbildung und frühe Karriere
Eberle studierte Kunstgeschichte und Geschichte an der Universität München, der Universität Bamberg und der Universität Jena. 1995 wurde er an der Gesamthochschule/Universität Kassel mit der Dissertation „Zur österreichischen Interieurmalerei des 19. Jahrhunderts: Die Aquarelle des Architekturmalers Franz Heinrich (1802–1890)“ promoviert (1. Gutachter: Berthold Hinz).
Nach seiner Promotion begann Eberle seine museale Laufbahn von 1996 bis 1999 am Grassimuseum in Leipzig. Anschließend übernahm er die Leitung des Gohliser Schlösschens, eines historischen Bauwerks aus dem 18. Jahrhundert in Leipzig.
Im Jahre 2003 wurde Eberle zum Leiter des Städtischen Museums Braunschweig ernannt.

## Tätigkeit in Gotha
Martin Eberle übernahm am 1. Oktober 2007 die Position des Stiftungsdirektors der Stiftung Schloss Friedenstein in Gotha. In dieser Funktion entwickelte er ein umfassendes Konzept zur Neugestaltung der Gothaer Schloss- und Museumslandschaft unter dem Titel Barockes Universum Gotha.
Der von Eberle entworfene Masterplan zielte darauf ab, die verschiedenen kulturellen Einrichtungen und Sammlungen in Gotha unter einem einheitlichen thematischen Dach zu vereinen. Die Umsetzung dieses Konzepts begann 2009 und wurde in den folgenden Jahren kontinuierlich vorangetrieben.
Während seiner Zeit in Gotha setzte sich Eberle für die Restaurierung und Modernisierung der historischen Gebäude ein. Gleichzeitig arbeitete er daran, die umfangreichen Sammlungen des Schlosses Friedenstein neu zu präsentieren und für ein breiteres Publikum zugänglich zu machen.
Im Jahr 2013 würdigte die Universität Erfurt Eberles Leistungen und Expertise, indem sie ihm eine Honorarprofessur verlieh.
Zum 30. April 2018 gab Eberle die Leitung der Stiftung Schloss Friedenstein Gotha an Tobias Pfeifer-Helke ab, der die Stelle am 1. Februar 2019 antrat.

## Leitung der Museumslandschaft Hessen Kassel
Eberle folgte am 1. Mai 2018 Bernd Küster als Direktor der Museumslandschaft Hessen Kassel (MHK) als Direktor. In dieser Position initiierte er einige Veränderungen, die in der Öffentlichkeit und Fachwelt kontrovers diskutiert wurden.
Zum 1. Mai 2023 entschied Eberle, die Museumslandschaft Hessen Kassel in Hessen Kassel Heritage umzubenennen. Diese Maßnahme wurde von Fachleuten und der Öffentlichkeit kritisiert. Der Verein Deutsche Sprache nominierte Eberle für den Titel Sprachpanscher des Jahres 2023, wobei er den vierten Platz belegte. Die Kritik bezog sich auf die Verwendung eines englischen Namens für eine kulturelle Institution, was als Entfremdung der Kunst und des regionalen Erbes wahrgenommen wurde.
Im August 2023 äußerten aktuelle und ehemalige Mitarbeiter der Museumslandschaft Hessen Kassel Bedenken mit Bezug auf Eberles Führungsstil. Diese Mitarbeiter äußerten Vorwürfe, die sich auf seine fachliche Kompetenz und die Art und Weise, wie er die Institution leitete, bezogen. Recherchen und Berichterstattung zu diesen Vorwürfen wurden von der Hessischen/Niedersächsischen Allgemeinen (HNA) aufgegriffen.
Auf eine Anfrage der HNA bezüglich der Vorwürfe antwortete das Hessische Ministerium für Wissenschaft und Kunst, dass anonyme Anschuldigungen nicht kommentiert werden könnten und dass sie ohne weitere Substantiierung keine Grundlage für aufsichtliches Handeln darstellten. Das Ministerium stellte fest, dass sich keine Mitarbeitenden an die Behörde gewandt hätten. Diese Antwort wurde von der HNA als nicht übereinstimmend mit den Ergebnissen ihrer Recherchen angesehen.
Am 8. Oktober 2024 soll Eberle am Rande einer Kulturbeiratssitzung deren Vorsitzenden David Zabel mit einer Äußerung, die als „Blackfacing“ gewertet wurde, rassistisch beleidigt haben. Eberle räumte die rassistische Äußerung später ein. Der Kasseler Oberbürgermeister Sven Schoeller legte Eberle einen Amtsverzicht nahe. Am 12. Februar 2025 wurde Eberle von Timon Gremmels, hessischer Minister für Wissenschaft und Forschung, Kunst und Kultur, die Kündigung aufgrund seiner rassistisch gewerteten Aussage ausgesprochen. Seitdem ist Eberle freigestellt. Die Kündigung wurde zum Ende des zweiten Quartals 2025 wirksam.